# Carlo de Ferrariis Salzano
Carlo de Ferrariis Salzano (Napoli, 1905 – Roma, 30 settembre 1985) è stato un diplomatico italiano, Segretario generale del Ministero degli Affari Esteri dal 1958 al 1959.

## Biografia

### Formazione e inizi della carriera
Carlo de Ferrariis Salzano nasce a Napoli il 20 agosto 1905 da una famiglia nobile. Si laurea in Giurisprudenza presso l'Università di Napoli nell'ottobre del 1927. Consegue poi una laurea in Scienze Politiche presso l'Università di Perugia nel luglio 1931.
In seguito al superamento dell'esame di concorso, viene nominato Volontario nella carriera diplomatica il 16 gennaio 1932 in servizio presso il Ministero degli affari esteri. Viene destinato a Ginevra il 28 ottobre 1932 e nominato vice console di 2ª classe il 4 aprile 1933. Trasferito a Cannes il 24 novembre 1933, è nominato vice console di 1ª classe il 31 dicembre 1935. Continua la sua carriera a Parigi, dove viene trasferito con funzioni di Quarto segretario il 17 febbraio 1936 e poi confermato con funzioni di Terzo segretario il 7 luglio 1936. Torna al Ministero degli Esteri il 17 febbraio 1938.

### Secondo conflitto mondiale
Il 15 giugno 1940 viene messo in congedo per mobilitazione militare. Partecipa alle operazioni militari in Albania, conseguendo una croce al merito di guerra e una medaglia commemorativa. Cessato il congedo per mobilitazione militare il 5 agosto 1940, viene nominato Primo Segretario di Legazione di 2ª classe il 15 febbraio 1942 e destinato a Budapest il 17 marzo 1942. Con la costituzione della Repubblica Sociale Italiana, il suo capomissione Filippo Anfuso si schiera con Mussolini, invece de Ferrariis e altri funzionari si mantengono leali al re e al governo Badoglio e vengono espulsi dall'ambasciata. Il diplomatico napoletano, allora, ricostituisce l'ambasciata del Regno d'Italia in altra sede, assumendone la reggenza il 28 settembre 1943. Nel marzo del 1944 viene arrestato dalle forze di occupazione naziste, internato e poi trasferito nel campo di Lumezzane presso Brescia, insieme a funzionari lealisti di altre rappresentanze diplomatiche italiane caduti in mano tedesche. Condannato al domicilio coatto presso un istituto religioso di Cesano Boscone, nell'ottobre del 1944, de Ferrariis approfitta della semilibertà per raggiungere Bologna, dove si nasconde per altri tre mesi, insieme ad altri due funzionari di Budapest (Giorgio Ciraolo e Attilio Perrone Capano). Infine, insieme ai due colleghi, tenta la traversata dell'Appennino e, nei primi giorni del 1945, riesce ad attraversare le linee con l'aiuto dei partigiani.

### Dopoguerra e sviluppo della carriera
Tornato in libertà, riassume servizio presso il Ministero degli Affari Esteri come Capo Ufficio X Direzione Generale Affari Politici il 30 maggio 1945 e come Capo Ufficio VI Direzione Generale Affari Politici il 1º ottobre 1945. Viene trasferito in Messico il 7 ottobre 1946 come Primo segretario di legazione di 1ª classe e poi a Bruxelles con funzioni di Consigliere il 5 novembre 1949. Viene poi nominato Console Generale a Chicago il 2 dicembre 1951. Diviene Consigliere di legazione il 29 dicembre 1951. Il 5 ottobre 1952 è nominato Console Generale a New York. Il 3 novembre 1954 è nominato Inviato straordinario e Ministro Plenipotenziario di 2ª classe. Tornato al Ministero diviene Direttore generale del Personale il 28 luglio 1958. Ricopre gli incarichi di Membro effettivo della Commissione permanente incaricata dell'esame del finanziamento delle Rappresentanze all'estero e Presidente del Consiglio di Amministrazione per il personale ausiliario. L'8 novembre 1959 è nominato Inviato straordinario e Ministro Plenipotenziario di 1ª classe. Il 10 novembre 1958 è nominato Segretario Generale del Ministero degli Affari Esteri. Partecipa come membro della delegazione italiana alla XXV sessione del Consiglio Atlantico a Parigi nel dicembre 1958 e alla XXVI sessione a Washington nell'aprile del 1959. Il 12 luglio 1959 è nominato ambasciatore a Ottawa.
È stato collocato a riposo il 1º settembre 1970.
Una delle prime note personali (1933) recitava: "Ottimo funzionario, ma con la spiacevole tendenza a scavalcare i superiori"

## Opere
- Carlo de Ferrariis, Storia di una missione straordinaria. Dall'Ambasciata allo Stalag XVII, Castelvecchi, Roma, 2017.[5]